# Зенбилли Али-эфенди
Зенбилли́ Али́-эфе́нди (тур. Zenbilli Ali Efendi) — шейх-уль-ислам Османской империи при султанах Баязиде II, Селиме I и Сулеймане I.

## Биография
Али Джемали родился в Аксарае в семье Ахмеда-эфенди, который был сыном наставника Фенари и одним из самых известных улемов во времена Мурада I Аксараи Джемалюддина Мехмета-челеби.
Али обучался у религиозных деятелей Карамана, Коньи, Стамбула и Бурсы. После окончания обучения занимал должность мюдерриса в медресе Беязыт, которую затем с 1503 года совмещал с должностью шейх-уль-ислама Османской империи. Самым известным учеником Али являлся молочный брат султана Сулеймана I — Яхья-эфенди. В этот период Али-эфенди активно занимался законотворчеством (самой известной работой Зенбилли является фикх Мухтаратю’ль Фетева — правоведческая доктрина о нормах поведения), а также сопровождал султана во время завоеваний: так, Али участвовал в осаде Родоса султана Сулеймана I в 1522 году.
Али-эфенди скончался в Стамбуле в 1526 году и был похоронен в Зейреке, Фатих.

## В культуре
Зенбилли является одним из персонажей турецкого телесериала «Великолепный век». Роль Али-эфенди исполнил Октай Денер.